# Paraguay en los Juegos Panamericanos Junior de 2025
Paraguay compite en los Juegos Panamericanos Junior 2025 como anfitriones. Los juegos se están llevando a cabo en Asunción, Paraguay del 9 al 23 de agosto de 2025.
Los abanderados en la ceremonia inaugural fueron Nicole Martínez y Lars Flaming, ambos atletas obtuvieron posteriormente medallas de oro en los Juegos.

## Medallas por deporte
| Deporte                |   |   |    |    |
| ---------------------- | - | - | -- | -- |
| Remo                   | 1 | 3 | 2  | 6  |
| Squash                 | 1 | 0 | 2  | 3  |
| Atletismo              | 1 | 0 | 0  | 1  |
| Taekwondo              | 0 | 0 | 2  | 2  |
| Baloncesto 3x3         | 0 | 0 | 1  | 1  |
| Esgrima                | 0 | 0 | 1  | 1  |
| Balonmano              | 0 | 0 | 1  | 1  |
| Tenis                  | 0 | 0 | 1  | 1  |
| Levantamiento de pesas | 0 | 0 | 1  | 1  |
| 8 deportes             | 3 | 3 | 11 | 17 |

## Medallistas
| Medalla | Atleta | Deporte                | Evento                                   | Fecha                |
| ------- | --- | ---------------------- | ---------------------------------------- | -------------------- |
|         | Nicole Martínez | Remo                   | Un Par de Remos Cortos Femenino          | 10 de agosto de 2025 |
|         | Fiorella Gatti | Squash                 | Individual Femenino                      | 12 de agosto de 2025 |
|         | Lars Flaming | Atletismo              | Lanzamiento de Jabalina Masculino        | 19 de agosto de 2025 |
|         | Nicolás Villalba Nicolás Invernizzi | Remo                   | Dos Remos sin Timonel Masculino          | 10 de agosto de 2025 |
|         | Fiorela Rodríguez Agustina López Nicole Martínez Lucía Martínez | Remo                   | Cuatro sin Timonel Femenino              | 10 de agosto de 2025 |
|         | Nicole Martínez Fiorela Rodríguez | Remo                   | Dos Remos sin Timonel Femenino           | 12 de agosto de 2025 |
|         | Janine Hanspach | Esgrima                | Espada Individual Femenino               | 10 de agosto de 2025 |
|         | Fiorela Rodríguez Agustina López Nicole Martínez Lucía Martínez | Remo                   | Cuatro Pares de Remos Cortos Femenino    | 13 de agosto de 2025 |
|         | Fiorela Rodríguez Nicolás Villalba Gabriel Yser Agustina López Nicolás Invernizzi Alejo Gimenez Nicole Martínez Juan Iglesias Lucía Martínez                                                                                            | Remo                   | Ocho Mixto                               | 13 de agosto de 2025 |
|         | Fiorella Gatti Damián Casarino | Squash                 | Dobles Mixto                             | 14 de agosto de 2025 |
|         | Giovana Silva Luana Pérez Fiorella Enriquez KarenCantero Ivana Ibañez Maria Arzamendia Anna Macke Thiara Villasboa Ximena Palma Valentina Lombardo Milagros Samaniego Maria Paz Quiñonez Renata Sosa Vannia Recalde Victoria Pellegrini | Balonmano              | Equipos Femenino                         | 15 de agosto de 2025 |
|         | Fiorella Gatti Nicole Krauch Giuliana Cino | Squash                 | Equipo Femenino                          | 16 de agosto de 2025 |
|         | Alex Santino Núñez Catalina Delmas | Tenis                  | Dobles Mixto                             | 16 de agosto de 2025 |
|         | Rubén Arce | Taekwondo              | Poomsae Individual Tradicional Masculino | 17 de agosto de 2025 |
|         | Luz Areco Hilda Vera Esteban Trebol Mauro Melgarejo Alejandro Añazco Juan Daniel Gaona | Taekwondo              | Kyorugi Equipos Mixtos                   | 17 de agosto de 2025 |
|         | Antonella Luraghi Manuela Ramírez Agostina Ochipinti Ana Brítez | Baloncesto 3x3         | Equipo Femenino                          | 17 de agosto de 2025 |
|         | Violeta Fernández | Levantamiento de pesas | 53Kg Femenino                            | 20 de agosto de 2025 |